# Csangcsiacsie nemzeti erdőpark

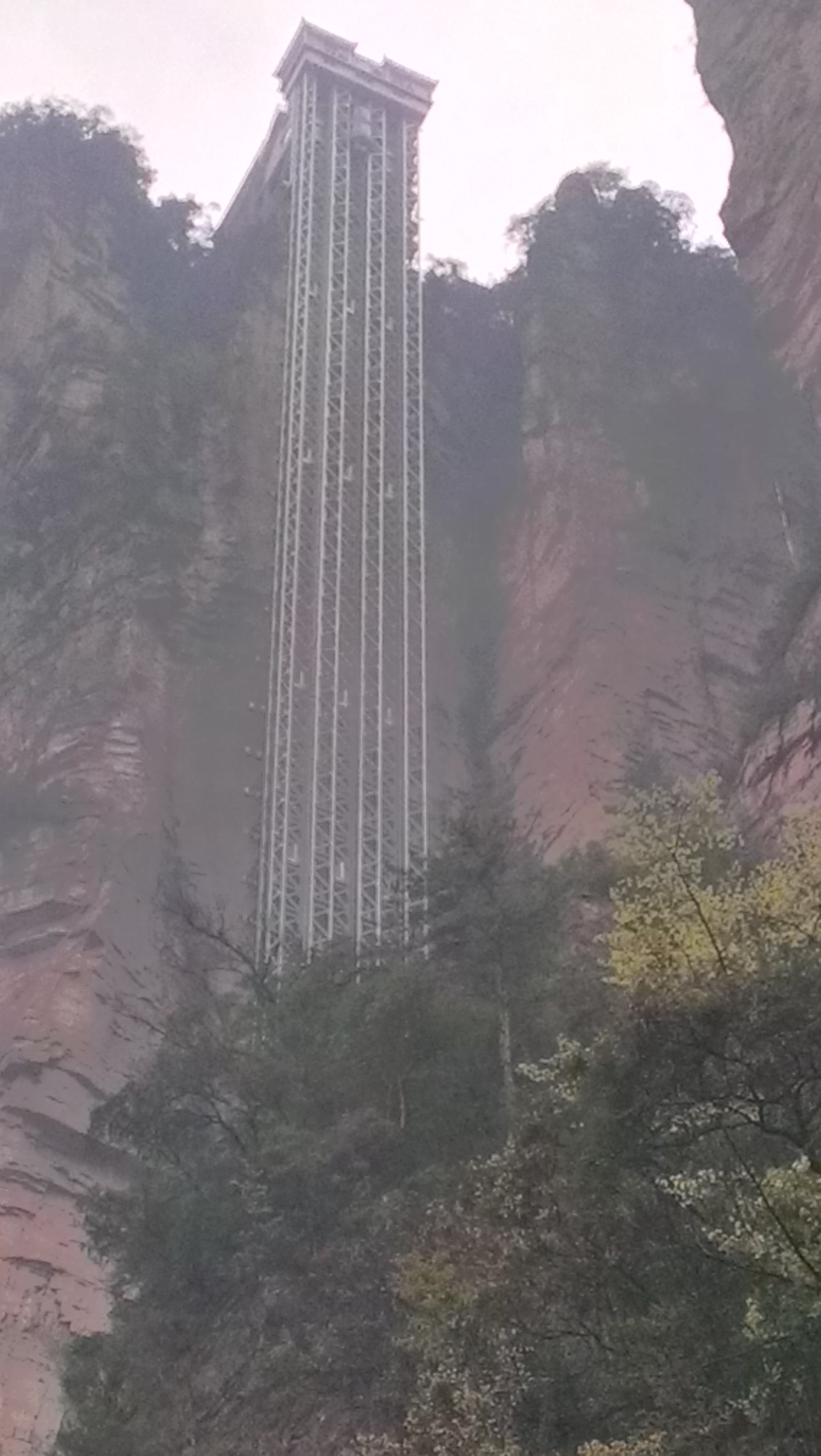

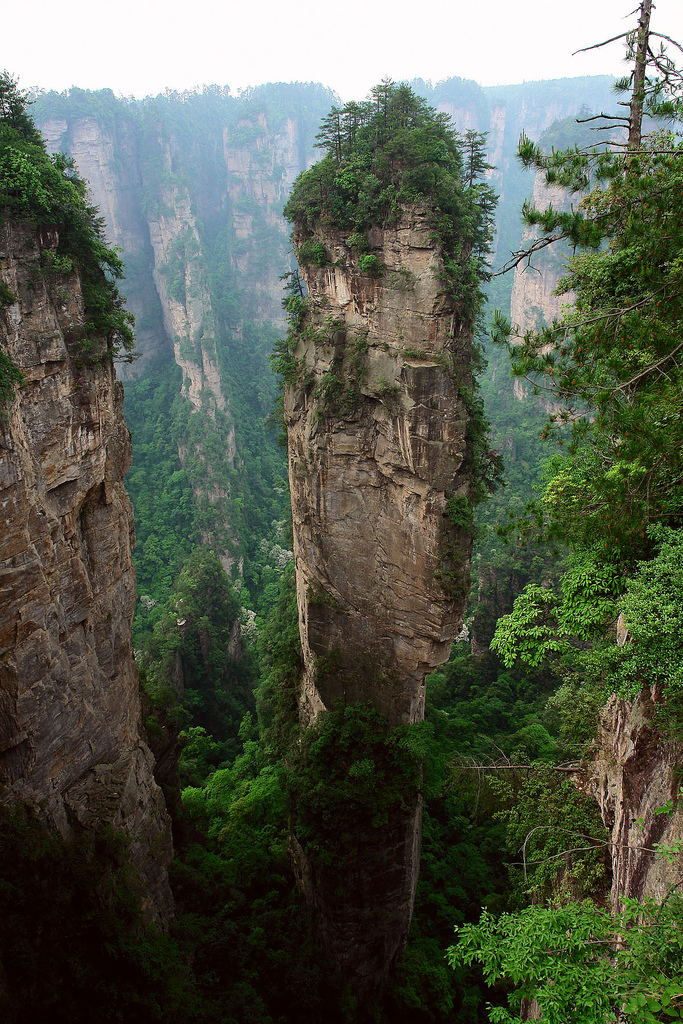
Az Avatar Halleluja-hegy

A Csangcsiacsie (Zhangjiajie) nemzeti erdőpark (kínai nyelven: 湖南张家界国家森林公园; pinjin: Húnán Zhāngjiājiè Guójiā Sēnlín Gōngyuán) egy nemzeti park Kína Hunan tartományában.

## Története
1982-ben a parkot Kína első nemzeti erdőparkjaként ismerték el; területe 4810 hektár. 1982-ben a Csangcsiacsie (Zhangjiajie) nemzeti erdőpark része lett a sokkal nagyobb, 397,5 km²-es Vulingjüan (Wulingyuan) tájképi területnek. 1992-ben Vulingjüant (Wulingyuant) hivatalosan is elismerték az UNESCO-világörökség részeként. 2001-ben a Földügyi és Erőforrás-minisztérium Csangcsiacsie (Zhangjiajie) Homokkő Csúcs Erdő Nemzeti Geoparkként (3600 km²) hagyta jóvá. 2004-ben a Csangcsiacsie (Zhangjiajie) geoparkot az UNESCO globálisgeopark-listájára vették fel.
A park legjellegzetesebb földrajzi jellemzői az oszlopszerű képződmények, amelyek az egész parkban láthatók. Bár hasonlítanak a karsztos terepre, ez a terület nem mészkővel van tele, és nem a mészkő karsztra jellemző kémiai oldódás eredménye. Ezek inkább a sokéves fizikai, mint a kémiai erózió eredménye. Az időjárás nagy része, amely ezeket az oszlopokat kialakítja, a télen táguló jég és a rajtuk növő növények eredménye. Az időjárás egész évben nedves, és ennek következtében a lombozat nagyon sűrű. A csapadékot elsősorban a patakok hordják el. Ezek a képződmények a kínai táj jellegzetes ismertetőjegyei, és számos ősi kínai festményen is megtalálhatók.
A park egyik kvarcos-homokköves oszlopát, az 1080 méter magas Déli Égoszlopot 2010 januárjában hivatalosan átnevezték „Avatar Halleluja-hegynek” (kínai nyelven: 阿凡达-哈利路亚山; pinjin: Āfándá hālìlùyà shān) az Avatar című film tiszteletére. A film rendezője és a produkció tervezői elmondták, hogy a lebegő sziklákhoz a világ minden tájáról származó hegyekből merítettek ihletet, köztük a Hunan tartományban találhatóakból is.

## Szerkezetek
A Bailong Elevator, szó szerint „százsárkányos (pajlung, 百龙/百龍) felvonó”, 2002-ben nyitotta meg kapuit a nagyközönség előtt. 326 méteres magasságával ez a világ legmagasabb kültéri liftje. A lábától kevesebb mint két perc alatt képes a látogatókat a csúcsra szállítani. A szerkezet három különálló üvegliftből áll, amelyek mindegyike egyszerre akár 50 embert is képes szállítani.
2016 augusztusában a Zhangjiajie Grand Canyon megnyitotta üveghídját, a világ leghosszabb (430 m) és legmagasabb (300 m) gyalogos üveghídját. Tizenhárom nappal a megnyitás után a hidat a látogatók nagy száma miatt lezárták. 2016. szeptember 30-án a hidat újra megnyitották, miután kiigazították a logisztikai és biztonsági intézkedéseket a nagyszámú turista kezeléséhez.
A parkon belül három kabinos felvonórendszer működik: a Tience (Tianzi)-hegyi kötélpálya, a Jangcsiacsie (Yangjiajie) kötélpálya és a Huangsicsaj (Huangshizhai) kötélpálya.
A Tízmérföldes Galériára egy egysínes felvonó is felviszi a látogatókat.